# Uromyces waipoua
Uromyces waipoua är en svampart som beskrevs av McNabb 1966. Uromyces waipoua ingår i släktet Uromyces och familjen Pucciniaceae.   Inga underarter finns listade i Catalogue of Life.